# Memoriale di Neckarzimmern

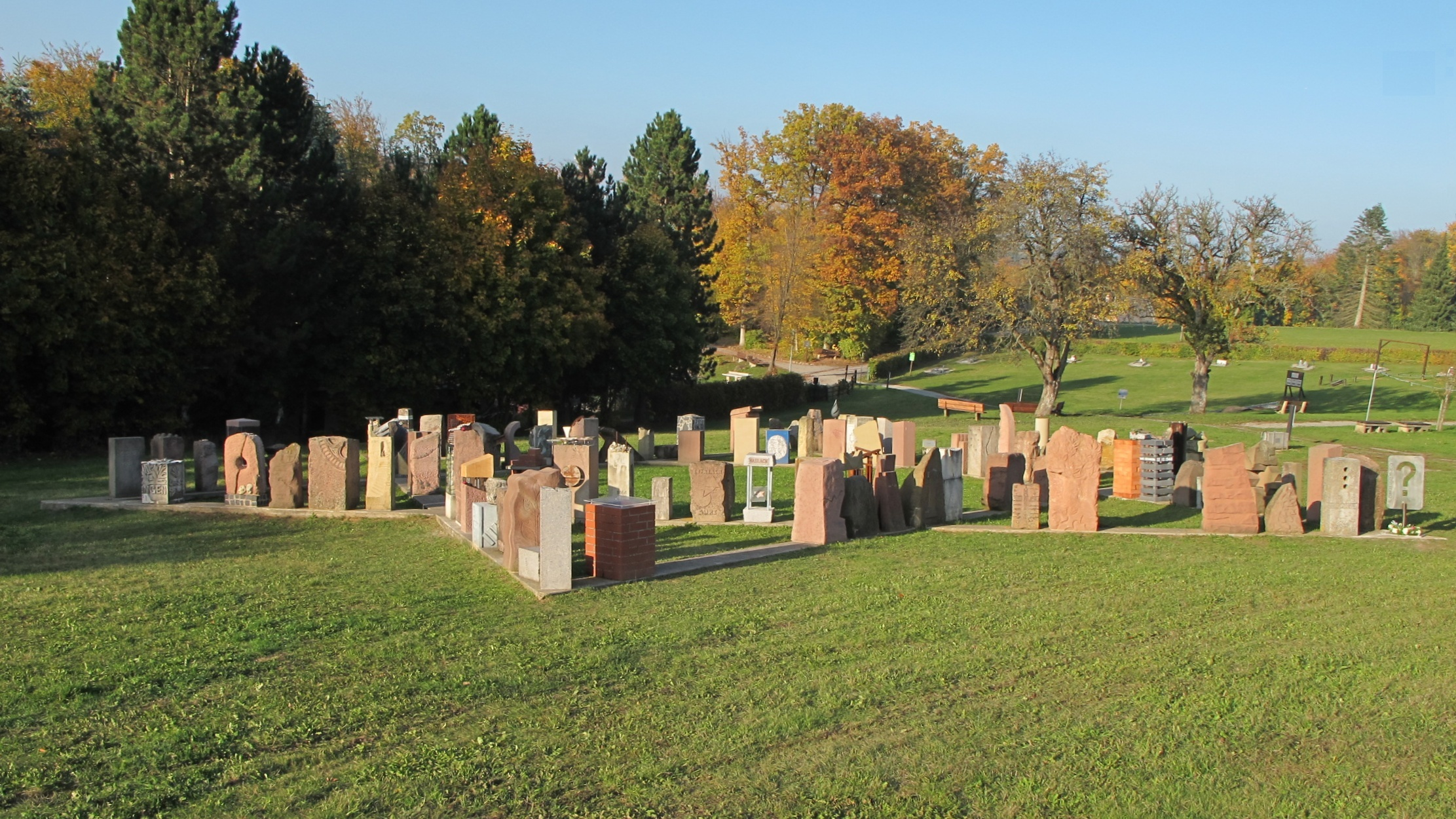
La scultura a pavimento con i cippi commemorativi eretti successivamente sul terreno del centro conferenze della Gioventù evangelica a Neckarzimmern

Il Memoriale di Neckarzimmern commemora la deportazione degli ebrei dalle regioni di Baden, Palatinato e Saarland verso il campo di internamento di Gurs, avvenuta il 22 e 23 ottobre 1940 in seguito all'avvio della Aktion Wagner-Bürckel. È l'unico memoriale di questi eventi nel Baden.
È costituito da una scultura a pavimento della superficie di 25 metri quadrati a forma di stella di David; è stata prevista anche la creazione di altre lapidi commemorative: una coppia per ciascuno dei 138 luoghi della regione da cui furono deportati gli ebrei. La scultura è stata aperta al pubblico il 23 ottobre 2005, ad aprile 2018 erano state realizzate 121 lapidi di altrettante comunità.

## L'opera

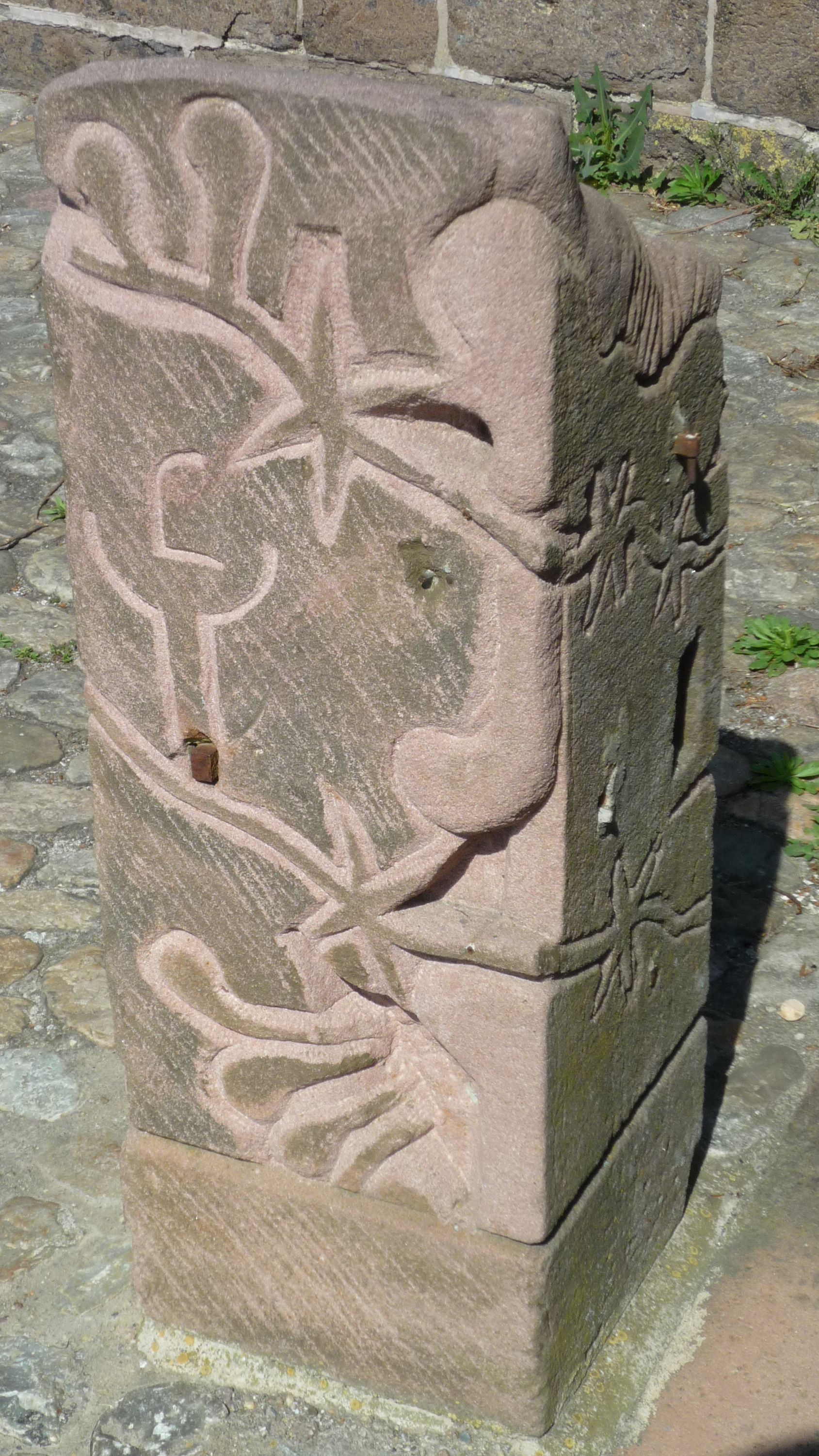
Lapide commemorativa a Breisach am Rhein, rimasta al suo posto

Nei 138 luoghi di deportazione i gruppi giovanili e le classi scolastiche sono stati invitati ad occuparsi degli eventi di quel periodo e a progettare due lapidi commemorative. Una delle due pietre rimane alla comunità, l'altra diventa parte del memoriale a Neckarzimmern.
L'artista Karl Vollmer, autore della scultura posta a pavimento, descrive così il progetto:«La scultura a pavimento rappresenta solo la parte statica. La parte dinamica è costituita dal lavoro di commemorazione a carico dei giovani delle comunità locali e dalla realizzazione delle pietre come memoriale».

## Posizione
È situato all'interno di un'istituzione ecclesiastica frequentata da molti giovani. Il centro è stato considerato un luogo idoneo soprattutto per il valore simbolico: infatti, durante la seconda guerra mondiale vi era presente un campo per i lavori forzati. Il memoriale si trova su un prato ed è liberamente accessibile. È disponibile anche il materiale informativo e sono possibili visite guidate su richiesta.

## Contesto storico
Anche altri luoghi nella regione dell'Alto Neckar furono teatro delle persecuzioni naziste. I prigionieri dei campi di concentramento furono obbligati ai lavori forzati per l'industria di armamenti nazista; numerose comunità ebraiche della regione caddero vittime della follia razziale, inclusa la comunità israelita di Neckarzimmern, i cui membri furono deportati il 22 ottobre 1940.